# Can Bataller (Riudaura)
Can Bataller és un gran casal del municipi de Riudaura (Garrotxa) protegit com a bé cultural d'interès local. És un edifici entre mitgeres situat al Carrer de la Rutlla, pròxim a la Plaça del Gambeto.

## Descripció
És de planta rectangular i ampli teulat a dues aigües amb els vessants vers les façanes principals. Disposa de baixos, pis i golfes. En els primers hi ha la gran porta d'accés situada al bell mig de la façana i bastida amb grans carreus molt ben tallats; al seu costat, una àmplia finestra, amb creus gravades en els carreus, il·luminava aquestes estances.
La planta noble, era al primer pis, al qual s'accedia per escala interior de pedra. A la façana principal hi donaven tres grans finestrals de carreus molt ben treballats i algunes de les seves llindes amb inscripcions. A la façana principal trobem una d'aquestes llindes amb inscripcions, on es pot llegir "BATALLER". En una altra d'aquestes es pot llegir "BATALLER", i es veu la data de 1683 amb el dibuix d'una creu.
A les golfes es repetia el mateix tipus d'obertures, situades simètricament, però de dimensions més reduïdes i fetes amb carreus poc desbastats i petits arquets de llibre; la central disposa de llinda de fusta. La teulada és sostinguda per bigues de fusta que surten a l'exterior, cairats i teules col·locades a salt de garça damunt les llates.

## Història
Riudaura és un petit nucli urbà que va néixer a l'ombra del monestir de Santa Maria. L'estructura d'alguns dels seus carrers és plenament medieval però la majoria dels seus edificis corresponen al segle xviii, moment en què es bastiren i remodelaren part dels habitatges que estructuren la plaça de Gambeto; Durant la centúria següent es remodelaren i aixecaren de nova planta algunes de les construccions situades en els carrers que desemboquen a l'esmentada plaça.